# Włosienica (powiat tatrzański)
Włosienica – miejscowość typu schronisko turystyczne położona w województwie małopolskim, w powiecie tatrzańskim, w gminie Bukowina Tatrzańska.
W latach 1975–1998 Włosienica należała administracyjnie do województwa nowosądeckiego.